# کنتاکی

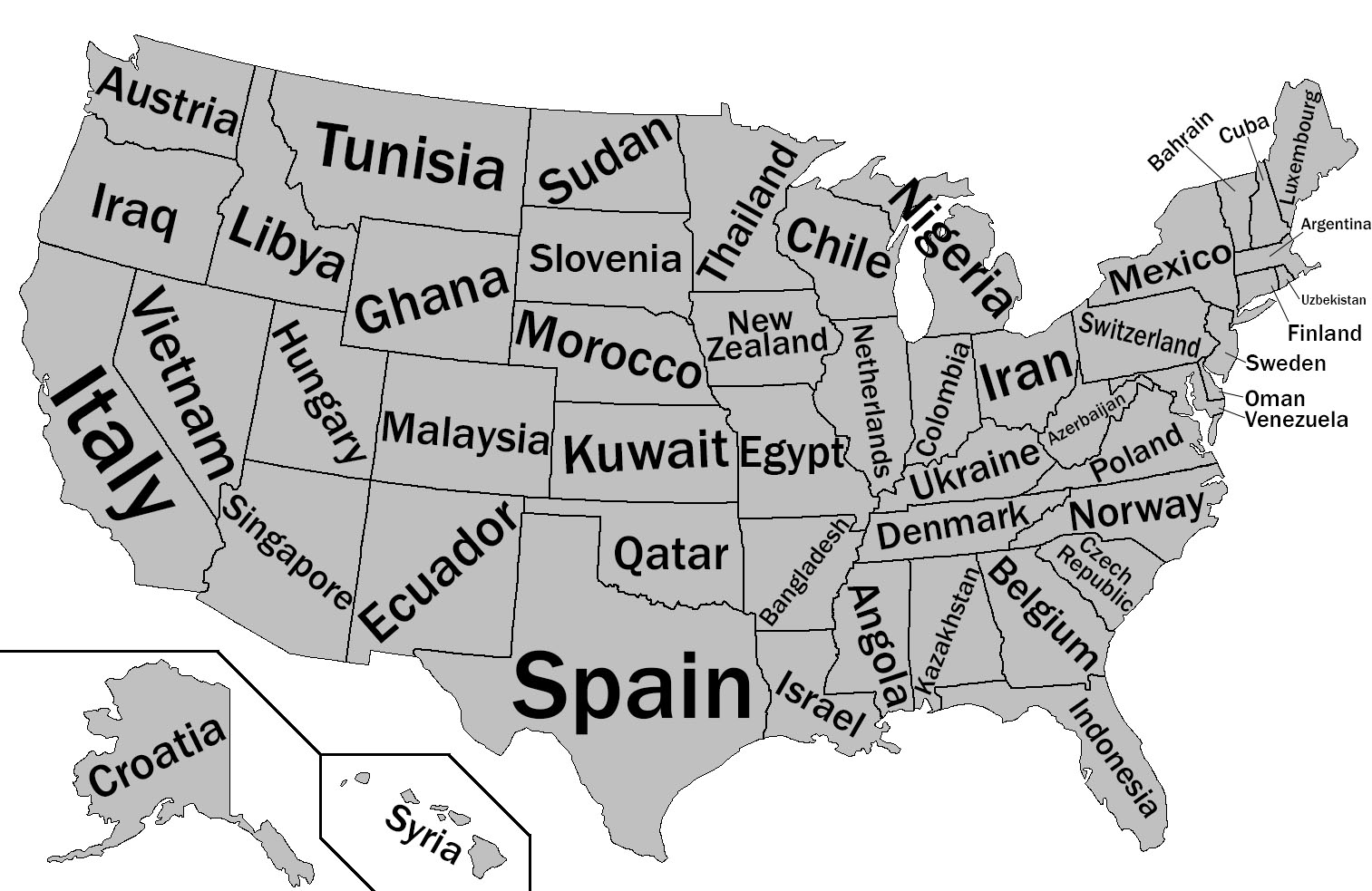
مقایسهٔ تولید ناخالص داخلی ایالت‌های آمریکا با کشورهای دیگر در سال ۲۰۱۲. ایالت کنتاکی در این سال تولید ناخالصی اش قابل مقایسه با کشور اوکراین بوده است.

کِنتاکی (به انگلیسی: Kentucky) پانزدهمین ایالتی است که به ایالات متحده آمریکا پیوست و از نظر فرهنگی از ایالت‌های جنوبی آمریکا است. مرکز آن فرانکفورت و شهرهای مهم آن لویی‌ویل و لکسینگتون است.
کنتاکی، که زمانی خانهٔ اقوام بومی آمریکا بود، در سال ۱۷۶۹ با ورود دنیل بون و سایر پیشگامان اروپایی به سرزمین مهاجران تبدیل شد. این ایالت، که نام آن احتمالاً از واژه‌ای ایروکویی به معنای «چمنزار» گرفته شده، در سال ۱۷۹۲ به عنوان پانزدهمین ایالت به اتحادیه آمریکا پیوست و تا آن زمان حدود ۷۳٬۰۰۰ مهاجر داشت. این جمعیت تا سال ۱۸۰۰ به ۲۲۰٬۰۰۰ نفر افزایش یافت که حدود ۴۰٬۰۰۰ نفر از آنان برده بودند.
کنتاکی به خاطر تنوع فرهنگی و طبیعی‌اش شناخته می‌شود، از معادن زغال‌سنگ و ویسکی بوربون گرفته تا مسابقه اسب‌دوانی کنتاکی دربی. این ایالت در عین حال میان فرهنگ جنوبی برده‌داری و شمال شهری و صنعتی آمریکا قرار دارد. منطقهٔ بلوگرس با مراتع و حصارهای سفید، فضایی آرام و سنتی دارد، در حالی که شمالی‌ترین بخش کنتاکی با میراث آلمانی و نزدیکی به سینسیناتی، اوهایو، چهره‌ای شهری دارد.
کنتاکی همچنین به‌عنوان یک چهارراه تاریخی شناخته می‌شود که همواره در میانهٔ شمال و جنوب قرار داشته است. این ایالت زادگاه دو رئیس‌جمهور جنگ داخلی آمریکا، آبراهام لینکلن از اتحادیه و جفرسون دیویس از کنفدراسیون بود. مساحت این ایالت ۱۰۴٬۶۵۶ کیلومتر مربع و جمعیت آن در سال ۲۰۲۰ حدود ۴٬۵۰۵٬۸۳۶ نفر و در سال ۲۰۲۴ حدود ۴٬۵۸۸٬۳۷۲ نفر برآورد شده است.
کنتاکی که پیش‌تر بخشی از مستعمره ویرجینیا بود، در اول ژوئن ۱۷۹۲ به‌عنوان پانزدهمین ایالت به اتحادیه ایالات متحده آمریکا پیوست. این ایالت به نام «ایالت بلوگرس» شناخته می‌شود که به چمن مرتعی اشاره دارد، گونه‌ای از چمن که توسط مهاجران اروپایی به این منطقه وارد شد و به صنعت تروبرد (پرورش اسب‌های اصیل) این ایالت کمک کرده است.
خاک حاصلخیز مناطق مرکزی و غربی این ایالت منجر به توسعه مزارع بزرگ تنباکو شد که مشابه مزارع ویرجینیا و کارولینای شمالی بود و پیش از تصویب متمم سیزدهم قانون اساسی ایالات متحده آمریکا از برده‌داری در ایالات متحده آمریکا استفاده می‌کردند. کنتاکی در رده‌بندی ملی ایالات متحده پنجمین تولیدکننده پرورش بز، هشتمین تولیدکننده گاو گوشتی و چهاردهمین تولیدکننده ذرت در ایالات متحده است.
هرچند کنتاکی مدت‌ها به‌عنوان مرکز صنعت تنباکو شناخته می‌شد، اقتصاد آن به بخش‌های غیرکشاورزی مانند تولید خودرو، تولید انرژی و پزشکی نیز گسترش یافته است. این ایالت در رده چهارم تولید خودرو و کامیون در میان ایالت‌های آمریکا قرار دارد. کنتاکی به‌عنوان یکی از ایالت‌های آپ‌لند جنوبی نیز شناخته می‌شود.
این ایالت میزبان طولانی‌ترین سامانه غار شناخته‌شده جهان در پارک ملی غار ماموت، بزرگ‌ترین شبکه آبراهه‌ها و جویبارهای قابل کشتیرانی در سرزمین اصلی ایالات متحده آمریکا و دو بزرگ‌ترین دریاچه مصنوعی شرق رود می‌سی‌سی‌پی است. پارک ملی غار ماموت دارای ۵۹۰ کیلومتر راه کشف شده درون غار می‌باشد.
جنبه‌های فرهنگی کنتاکی شامل مسابقه اسب‌دوانی، ویسکی بوربن، مون‌شاین (شراب غیرقانونی)، معدن‌کاری زغال‌سنگ، پارک ایالتی خانه قدیمی کنتاکی من، تولید خودرو، تنباکو، آشپزی جنوبی ایالات متحده آمریکا، باربیکیو، موسیقی بلوگرس، بسکتبال دانشگاهی، چوب بیسبال لوئیزویل اسلاگر و کی‌اف‌سی (Kentucky Fried Chicken) است.

## جغرافیا
کنتاکی، یکی از ایالت‌های تشکیل‌دهنده ایالات متحده آمریکا است. کنتاکی با هفت ایالت هم‌مرز است: ویرجینیای غربی در شمال‌شرق، ویرجینیا در شرق، تنسی در جنوب، میزوری در غرب، ایلینوی در شمال‌غرب، و ایندیانا و اوهایو در شمال. تنها میزوری و تنسی با هشت ایالت هم‌مرز هستند.
مرزهای کنتاکی عمدتاً توسط رودخانه‌ها مشخص می‌شوند، به‌جز در جنوب که با تنسی مرزی تقریباً مستقیم به طول حدود ۴۲۵ مایل (۶۸۵ کیلومتر) دارد و در جنوب‌شرق که مرزی نامنظم و کوهستانی با ویرجینیا دارد.
رودخانه تاگ و رودخانه بیگ سندی که به‌طور کلی به سمت شمال‌غرب جریان دارند، کنتاکی را از ویرجینیای غربی در شرق و شمال‌شرق جدا می‌کنند. در شمال، مرز کنتاکی از رود اوهایو تا رود می‌سی‌سی‌پی امتداد می‌یابد و در مسیر خود با ایالت‌های اوهایو، ایندیانا و ایلینوی هم‌مرز می‌شود. سپس رود می‌سی‌سی‌پی مرز کوتاه جنوب‌غربی کنتاکی با میسوری را مشخص می‌کند.
مرکز این ایالت، فرانکفورت، میان دو شهر بزرگ آن قرار دارد: لویی‌ویل که بر روی رود اوهایو واقع شده و لکسینگتون.
کنتاکی در منطقه آپ‌لند جنوبی واقع شده است. بخش بزرگی از شرق کنتاکی بخشی از منطقه آپالاشیا است.
مرز شمالی کنتاکی توسط کرانه شمالی رود اوهایو و مرز غربی آن توسط رود می‌سی‌سی‌پی مشخص می‌شود. مرزهای رسمی این ایالت براساس مسیر رودخانه‌ها در زمان تأسیس کنتاکی در سال ۱۷۹۲ تعیین شده‌اند.
کنتاکی همچنین بخشی غیرمتصل به نام بند کنتاکی در منتهی‌الیه غربی خود دارد که توسط میزوری و تنسی احاطه شده و جزئی از شهرستان فولتن است. دسترسی جاده‌ای به این منطقه از طریق تنسی امکان‌پذیر است.

### مناطق
کنتاکی به پنج منطقه اصلی تقسیم می‌شود:
- فلات کامبرلند در شرق، که منطقه میدان زغال‌سنگ شرقی را تشکیل می‌دهد.
- منطقه بلوگرس در شمال مرکزی، جایی که شهرهای بزرگ و پایتخت ایالت قرار دارند.
- فلات پنی‌رویال در جنوب‌مرکز و غرب، که به سه زیرمنطقه شرقی، مرکزی و غربی تقسیم می‌شود.
- میدان زغال‌سنگ غربی.
- منطقه جکسون پرچیس در غرب، که شمالی‌ترین بخش فرورفتگی می‌سی‌سی‌پی را شامل می‌شود.[۱۲]

### آب و هوا
بیشتر کنتاکی دارای اقلیم پیراگرمسیری مرطوب (Cfa) است، با مناطق مرتفع رشته‌کوه آپالاش در جنوب‌شرق که دارای اقلیم اقیانوسی (Cfb) هستند.
- میانگین دمای تابستانی: حدود ۸۷ درجه فارنهایت (۳۱ درجه سلسیوس)
- میانگین دمای زمستانی: حدود ۲۳ درجه فارنهایت (−۵ درجه سلسیوس)
- میانگین بارندگی سالانه: ۴۶ اینچ (۱٬۲۰۰ میلیمتر)

کنتاکی چهار فصل متمایز دارد و بالاترین دمای ثبت‌شده در این ایالت ۱۱۴ درجه فارنهایت (۴۶ درجه سلسیوس) در گرینزبرگ (۲۸ ژوئیه ۱۹۳۰) و پایین‌ترین دما −۳۷ درجه فارنهایت (−۳۸ درجه سلسیوس) در شلبیویل (۱۹ ژانویه ۱۹۹۴) بوده است.

### دریاچه‌ها و رودخانه‌ها
کنتاکی با داشتن دومین میزان قابل کشتیرانی آبراهه‌ها در میان ایالات آمریکا، پس از آلاسکا، شناخته می‌شود. این ایالت توسط سه رودخانه بزرگ احاطه شده است:
- رود می‌سی‌سی‌پی در غرب،
- رود اوهایو در شمال،
- رود بیگ سندی و تگ فورک در شرق.[۱۵]

رودخانه‌های مهم داخلی کنتاکی شامل رود کنتاکی، رود تنسی، رود کامبرلند، رود گرین و رود لیکینگ هستند.
این ایالت دارای سه دریاچه طبیعی بزرگ است، اما به‌دلیل دارا بودن بزرگ‌ترین دریاچه‌های مصنوعی شرق رود می‌سی‌سی‌پی، از جمله دریاچه کامبرلند و دریاچه کنتاکی مشهور است.

## تاریخ
نام این ایالت از زبان بومیان منطقه گرفته شده، و از kenhtake به معنای دقیق «برروی بوته‌زار» می‌باشد.
در حدود ۹۵۰۰ سال پیش از میلاد، نخستین شواهد باستان‌شناسی از حضور انسان در کنتاکی متعلق به فرهنگ کلوویس، شکارچیان-گردآوران اولیه با ابزارهای سنگی، مشاهده شده است. از حدود ۱۸۰۰ سال پیش از میلاد، گذار تدریجی از اقتصاد شکار-گردآوری به کشاورزی آغاز شد.
در حدود ۹۰۰ میلادی، فرهنگ می‌سی‌سی‌پی در مناطق غربی و مرکزی و فرهنگ فورت انشنت در شرق کنتاکی ظهور یافت. در حالی که هر دو فرهنگ شباهت‌هایی داشتند، ساخت تپه‌های آیینی و خاکی، ویژگی خاص فرهنگ می‌سی‌سی‌پی بود.
در سده شانزدهم، این منطقه میزبان قبایل مختلفی از گروه‌های زبانی گوناگون بود، از جمله کیسپوکو، قبیله‌ای با زبان آلگانکی که بخش بزرگی از مرکز ایالت را کنترل می‌کرد.
اگرچه روایت‌های رایج ادعا می‌کنند که سرخپوستان بومی کنتاکی را تنها به‌عنوان «محل شکار» استفاده می‌کردند، اما شواهد باستان‌شناسی از وجود شهرک‌های دائمی و پیشرفته، از جمله تپه‌های تدفینی و سازه‌های سنگی دفاعی حکایت دارد.
با ورود اروپاییان در سده هفدهم، بیماری‌های همه‌گیر و تحولات اجتماعی باعث تغییر و پراکندگی قبایل بومی شد. تا اواخر سده هجدهم، قبایل بومی کنتاکی بیشتر به روستاهای کوچک یا سکونتگاه‌های موقتی محدود شده بودند.

### نخستین کاوش‌های اروپاییان
نخستین کاوش‌های اروپاییان در کنتاکی احتمالاً در سال ۱۶۷۱ آغاز شد، اگرچه هیچ مدرکی وجود ندارد که کاوشگران فرانسوی یا اسپانیایی به جنوب رودخانه اوهایو پا گذاشته باشند. در سال‌های ۱۷۵۰ و ۱۷۵۱، توماس واکر و کریستوفر گیست، این منطقه را بررسی و نقشه‌برداری کردند.
با ورود بیشتر مهاجران اروپایی، درگیری‌ها با سرخپوستان بومی که این منطقه را به‌عنوان قلمرو شکار خود می‌دانستند، آغاز شد. در ۱۶ ژوئن ۱۷۷۴، جیمز هارود شهرک هارودزتاون (هارودزبورگ کنونی) را بنیان گذاشت که به نخستین سکونتگاه دائمی اروپاییان در کنتاکی تبدیل شد.
در سال ۱۷۷۶، مجمع عمومی ویرجینیا منطقه کنتاکی را به‌عنوان یک شهرستان مستقل از شهرستان فینکسل جدا کرد. در این دوره، جنگ‌های چروکی-آمریکایی نیز رخ داد.
تا سال ۱۷۹۰، گزارش‌های رسمی دولت ایالات متحده حاکی از آن بود که ۱٬۵۰۰ نفر از مهاجران اروپایی کنتاکی در درگیری با سرخپوستان بومی کشته شده بودند.

## ایالت شدن
در سال ۱۷۸۰، منطقه کنتاکی به سه شهرستان جفرسون، لینکلن و فییت تقسیم شد، اما همچنان به‌عنوان «منطقه کنتاکی» اداره می‌شد. ساکنان این منطقه بارها از مجمع عمومی ویرجینیا و کنگره کنفدراسیون درخواست جدایی و تبدیل به ایالت مستقل را داشتند. پس از ده نشست قانون اساسی در دنویل بین سال‌های ۱۷۸۴ تا ۱۷۹۲، کنتاکی در ۱ ژوئن ۱۷۹۲ به‌عنوان پانزدهمین ایالت به اتحادیه پیوست و آیزاک شلبی به‌عنوان نخستین فرماندار آن انتخاب شد.
در سدۀ ۱۹، مناطق مرکزی و غربی کنتاکی به مرکز مزارع بزرگ تنباکو و شاهدانه تبدیل شدند که با استفاده از کار برده‌ها اداره می‌شدند. لویی‌ویل به یکی از بازارهای اصلی خرید و فروش برده تبدیل شد.
در دوران جنگ داخلی آمریکا، کنتاکی به‌عنوان یک ایالت مرزی برده‌دار باقی ماند، اما رسماً به اتحادیه وفادار بود. با این حال، برخی از ساکنان کنتاکی در سال ۱۸۶۱ دولت موقت کنفدراسیون را با پایتخت در بولینگ گرین تأسیس کردند، اما این دولت تنها در مناطقی که تحت کنترل کنفدراسیون بود فعالیت داشت.
پس از جنگ داخلی، کنتاکی به تدریج از اقتصاد کشاورزی به صنعتی تغییر کرد. در اوایل قرن بیستم، جنگ‌های تنباکوی «پچ سیاه» در مناطق غربی این ایالت رخ داد که طی آن کشاورزان محلی علیه انحصار شرکت‌های تنباکو قیام کردند. این درگیری‌ها سرانجام با اعلام حکومت نظامی پایان یافت.

## مردم
| سفیدپوستان غیر هیسپانیک       | ۸۱٫۳٪ | ۸۵٫۰٪ |
| سیاه‌پوستان آمریکا             | ۷٫۹٪  | ۹٫۴٪  |
| آمریکایی‌های هیسپانیک و لاتین  | –     | ۴٫۶٪  |
| آسیایی آمریکایی‌ها             | ۱٫۶٪  | ۲٫۱٪  |
| سرخ‌پوستان ایالات متحده آمریکا | ۰٫۲٪  | ۱٫۸٪  |
| آمریکایی اقیانوسیه‌ای‌ها        | ۰٫۱٪  | ۰٫۲٪  |
| سایر                          | ۰٫۳٪  | ۰٫۹٪  |

طبق آمار رسمی اداره آمار ایالات متحده آمریکا، بزرگ‌ترین گروه قومی در کنتاکی در سال ۲۰۱۳، تبار آمریکایی با ۲۰٫۲٪ از جمعیت بود.
در سرشماری ۱۹۸۰، پیش از آنکه «تبار آمریکایی» به‌عنوان گزینه‌ای رسمی در سرشماری افزوده شود، بزرگ‌ترین تبارهای ادعاشده شامل آمریکایی‌های انگلیسی‌تبار (۴۹٫۶٪)، آمریکایی‌های ایرلندی‌تبار (۲۶٫۳٪) و آلمانی آمریکایی‌ها (۲۴٫۲٪) بودند.
در مناطق شهری جفرسون، اولدهام، لکسینگتون، بون، کنتون و کمبل، بزرگ‌ترین گروه قومی گزارش‌شده آلمانی‌ها هستند.
آفریقایی-آمریکایی‌ها که پیش از جنگ داخلی آمریکا عمدتاً به‌عنوان برده کار می‌کردند، ۲۵٪ از جمعیت کنتاکی را تشکیل می‌دادند. با مهاجرت بزرگ در قرن بیستم، این درصد کاهش یافت و اکنون حدود ۸٪ از جمعیت ایالت را تشکیل می‌دهند.
جمعیت‌های هیسپانیک و آسیایی کنتاکی کوچک هستند اما از اواخر قرن بیستم به‌طور قابل توجهی رشد کرده‌اند. بیشتر هیسپانیک‌های این ایالت از تبار مکزیکی و بیشتر آسیایی‌های آن از تبار چینی و هندی هستند. یک جامعه ویتنامی نیز در لکسینگتون و لویی‌ویل وجود دارد.

## اقتصاد

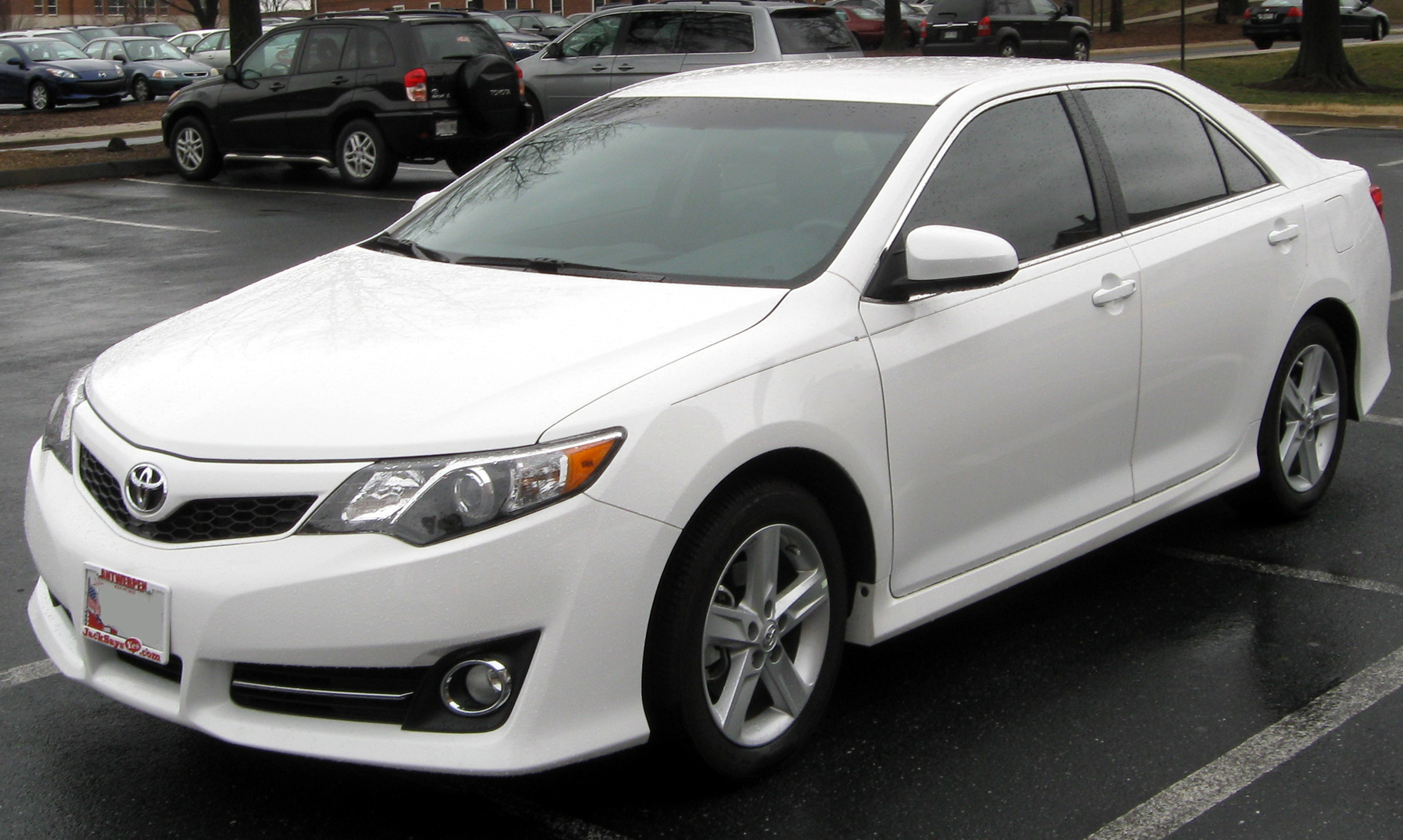
تویوتا کمری، پرفروش‌ترین خودروی ایالات متحده، که در جرج‌تاون، کنتاکی تولید می‌شود.

کنتاکی از اوایل تاریخ خود به دلیل شرایط کشاورزی مطلوبش شناخته شد. این ایالت محل نخستین شراب‌خانه تجاری ایالات متحده در شهرستان جسامین، کنتاکی (۱۷۹۹) بود و به دلیل محتوای بالای کلسیم در خاک منطقه بلوگرس، به سرعت به مرکز پرورش و مسابقه اسب تبدیل شد.
در سال ۲۰۰۶، کنتاکی در رتبه پنجم ملی در تولید پرورش بز، هشتم در تولید گاو گوشتی و چهاردهم در تولید ذرت قرار داشت. کنتاکی به‌عنوان مرکز عمده صنعت تنباکو شناخته می‌شود و هم در تولید و هم در تجارت این محصول نقش دارد.
اقتصاد کنتاکی به بخش‌های غیرکشاورزی نیز گسترش یافته است، به ویژه در زمینه‌های تولید خودرو، تولید سوخت‌های انرژی و خدمات پزشکی. این ایالت در سال ۲۰۰۳ از نظر تعداد خودروها و کامیون‌های مونتاژشده، در رتبه چهارم ایالات متحده قرار داشت.

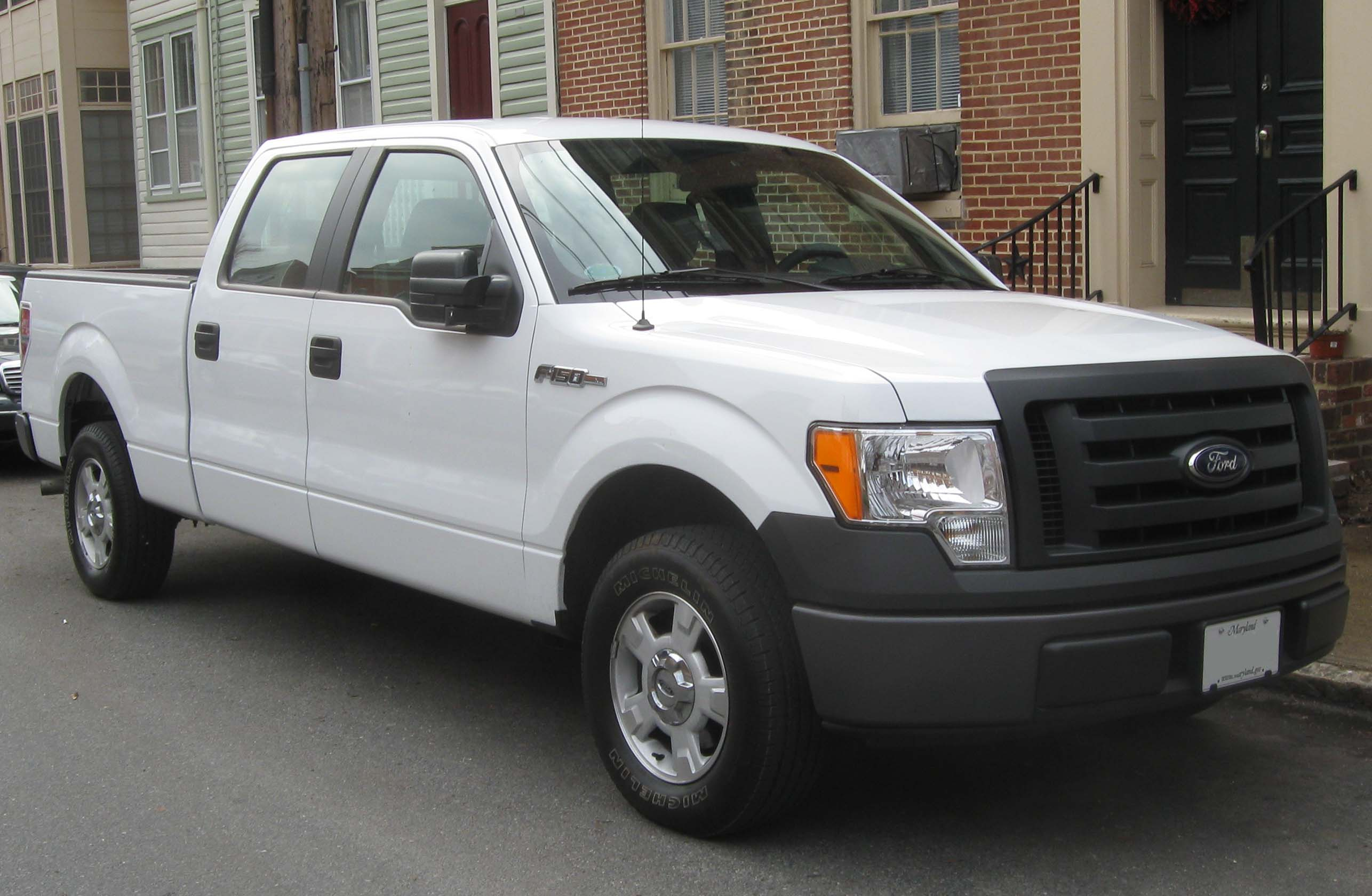
فورد سری-اف، پرفروش‌ترین کامیون در ایالات متحده، که در لویی‌ویل تولید می‌شود.

کنتاکی از گذشته یکی از تولیدکنندگان اصلی زغال‌سنگ بوده است، اما این صنعت از دهه ۱۹۸۰ به‌تدریج رو به افول گذاشته و شمار کارکنان آن بین سال‌های ۲۰۱۱ و ۲۰۱۵ به کمتر از نصف کاهش یافته است.
تا سال ۲۰۱۰، ۲۴ درصد از برق تولیدی ایالات متحده به اورانیوم غنی‌شده یا زغال‌سنگ استخراج‌شده از دو میدان زغال‌سنگ کنتاکی وابسته بود. این ایالت همچنین محل کارخانه پراکندگی گازی پادوکا بود که تنها مرکز غنی‌سازی اورانیوم با درجه پایین در کشور محسوب می‌شد.
کنتاکی ۹۵ درصد از ویسکی بوربن جهان را تولید می‌کند و تعداد بشکه‌های در حال کهنگی این نوشیدنی (بیش از ۵٫۷ میلیون بشکه) از جمعیت این ایالت بیشتر است. تولید بوربن در کنتاکی بین سال‌های ۱۹۹۹ و ۲۰۱۵ به میزان ۱۷۰ درصد افزایش یافت و در سال ۲۰۱۹ بیش از ۵۰ کارخانه تقطیر در این ایالت فعال بودند.
صادرات کنتاکی در سال ۲۰۱۲ به ۲۲٫۱ میلیارد دلار رسید و محصولات و خدمات آن به ۱۹۹ کشور صادر شد.
فورت ناکس، پایگاه نیروی زمینی ایالات متحده آمریکا، که به دلیل ذخیره طلای بزرگ خود شهرت دارد، بین لویی‌ویل و الیزابت‌تاون قرار دارد. در ماه مه ۲۰۱۰، مرکز منابع انسانی ارتش آمریکا، بزرگ‌ترین ساختمان اداری ایالت با مساحت نزدیک به ۹۰۰٬۰۰۰ فوت مربع، در فورت ناکس افتتاح شد و حدود ۴۳۰۰ نفر از نظامیان و غیرنظامیان را به کار گرفت.
کنتاکی دو زندان فدرال ایالات متحده آمریکا دارد: USP Big Sandy در شهرستان مارتین، کنتاکی و USP McCreary در شهرستان مک‌کرری در جنگل ملی دانیل بون.
در سال ۲۰۱۲، این ایالت تولید ناخالص داخلی برابر با ۱۸۶٬۲۶۶ میلیارد دلار داشت که بیش از تولید ناخالص داخلی کشور اوکراین (۱۷۶٬۳۰۹ میلیارد دلار) بود.
تولید ناخالص داخلی ایالت در سال ۲۰۲۰ معادل ۲۱۳ میلیارد دلار بود. در سال ۲۰۲۳، درآمد سرانه در کنتاکی ۵۵٬۳۶۰ دلار آمریکا بود.
تا مارس ۲۰۲۴، نرخ بیکاری ایالت ۴٫۵٪ بوده است.

## مشاهیر
از افراد مشهور این سرزمین می‌توان هریت بیچر استو، جانی دپ، جنیفر لارنس، جفرسون دیویس، محمد علی کلی، دایان سایر، کلونل هارلند ساندرز (مؤسس رستوران‌های زنجیره‌ای کی‌اف‌سی)، آبراهام لینکلن و ادگار کیسی را نام برد.

## نگارخانه

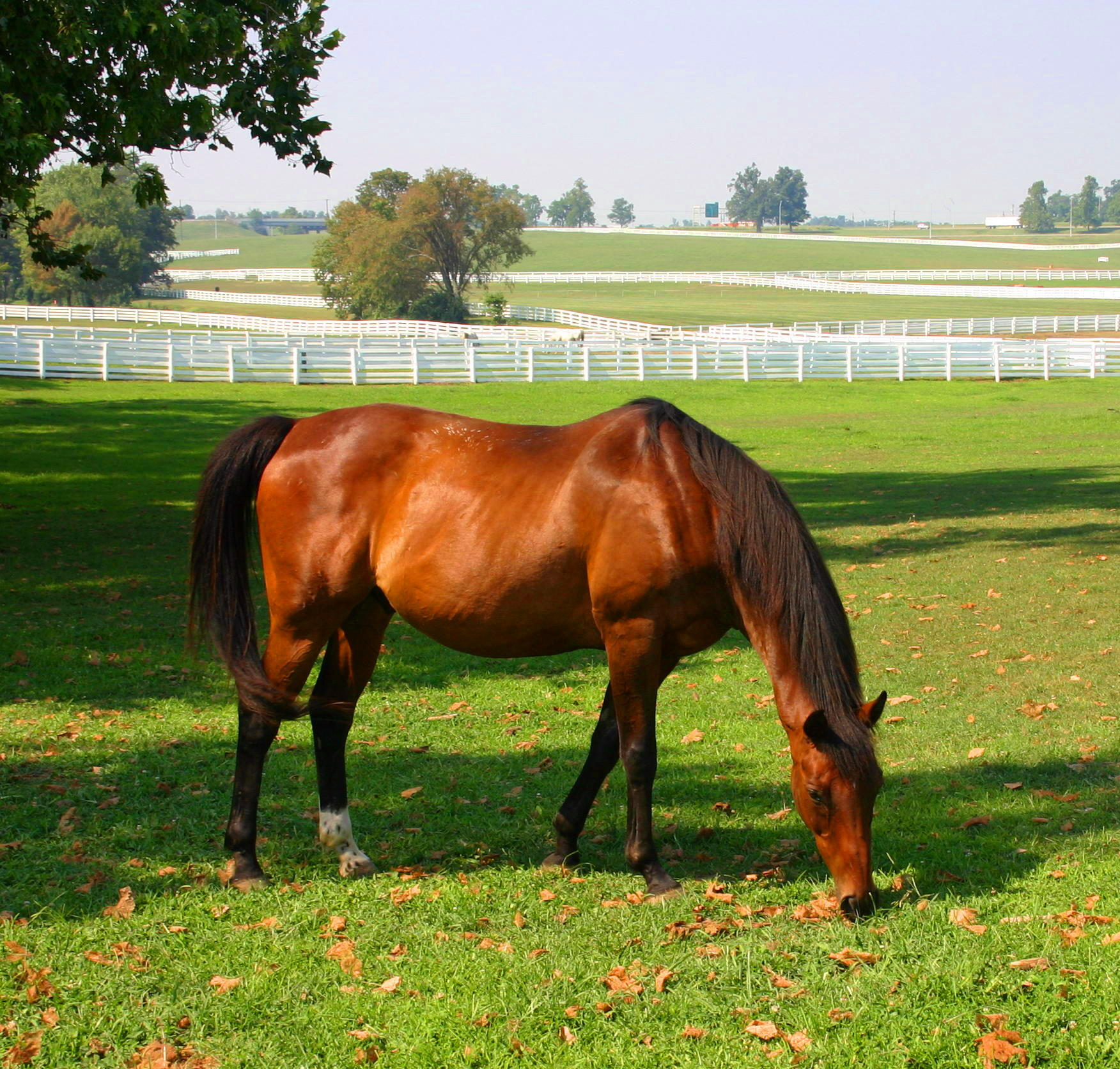
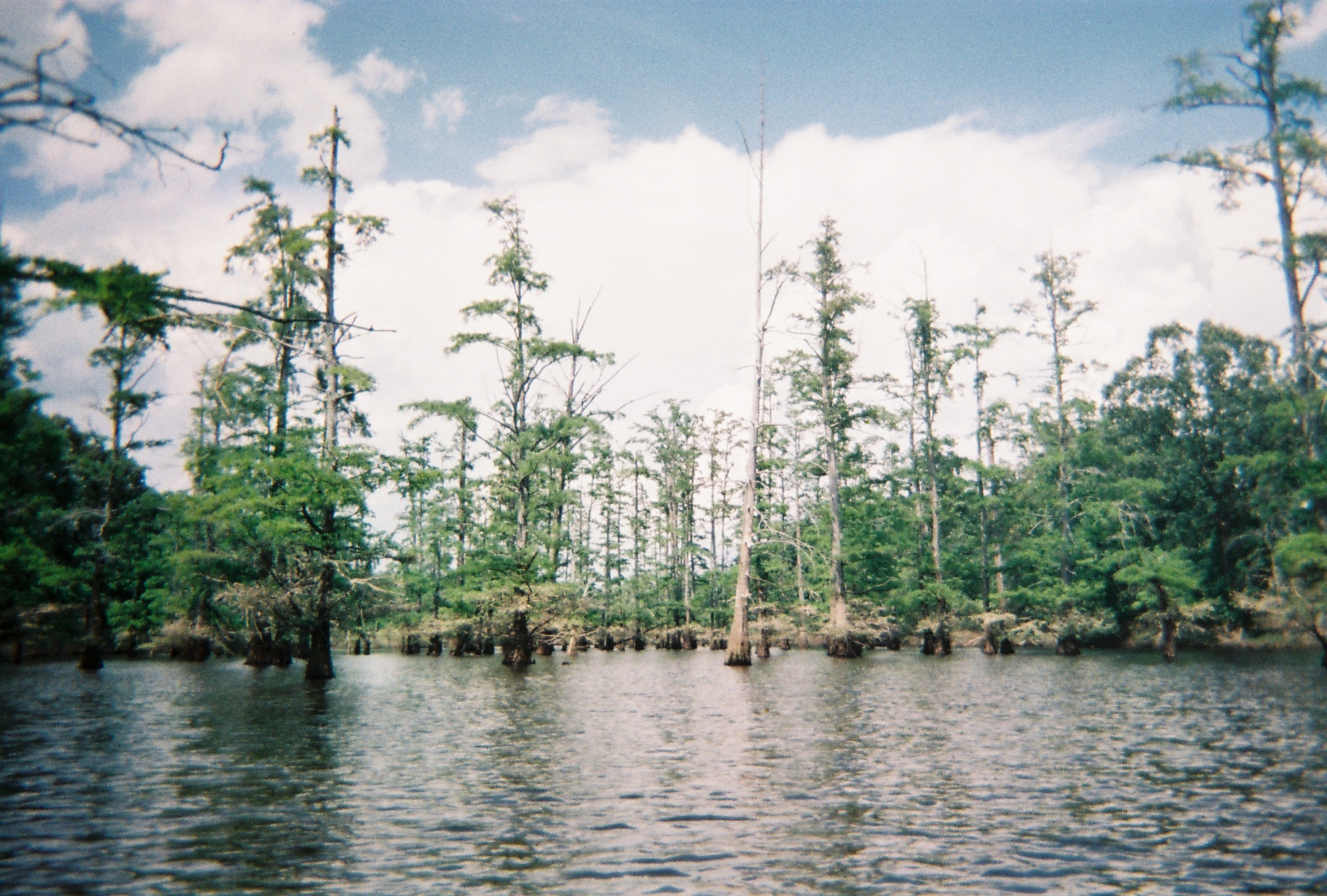
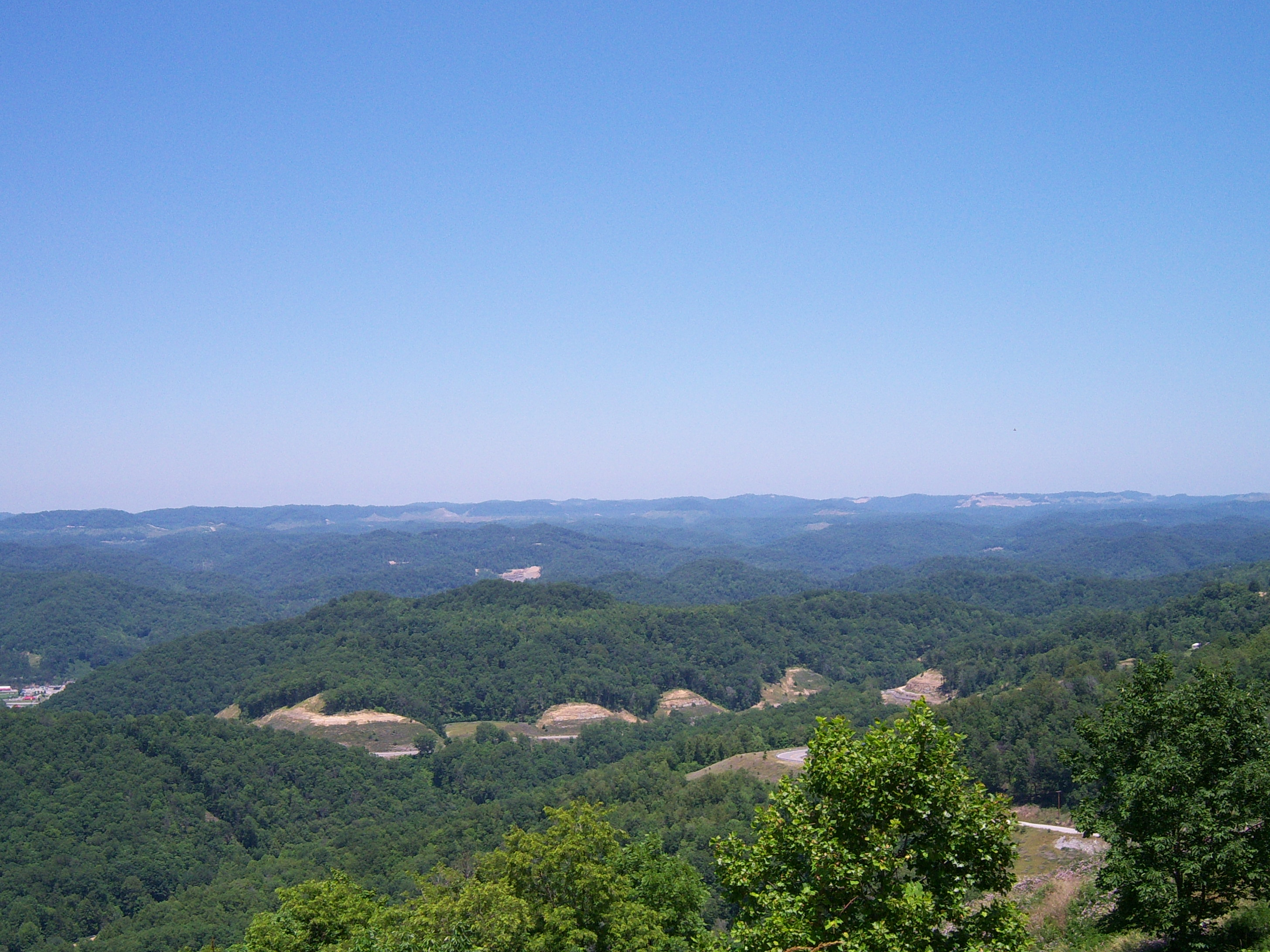

## دانشگاه‌های مشهور

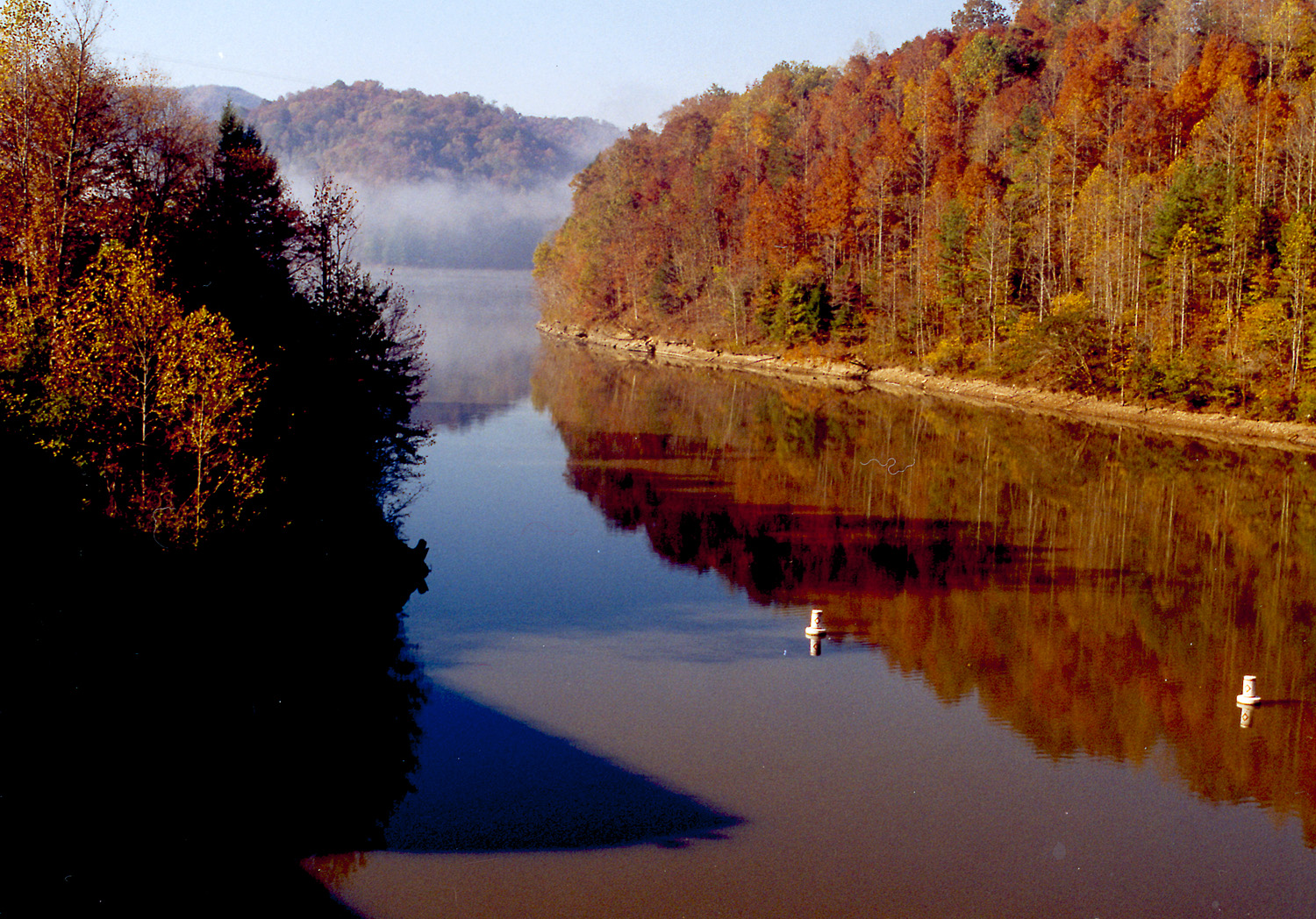
منظره‌ای از دریاچه مارتینز فورک لیک.

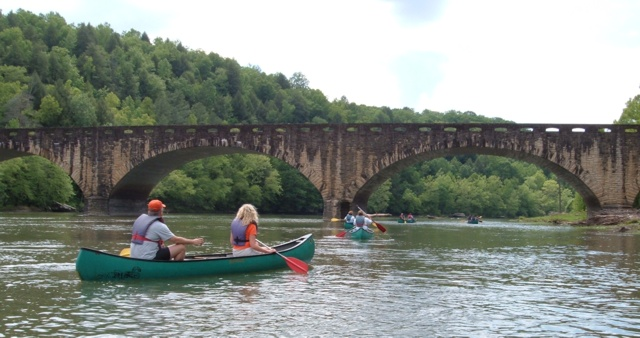
رودخانه کامبرلند در ایالت کنتاکی

- دانشگاه کنتاکی
- دانشگاه لویی‌ویل